# Sauber C36
A Sauber C36 egy Formula–1-es versenyautó, amit a Sauber csapat tervezett a 2017-es Formula–1 világbajnokságra. Pilótái a csapatnál harmadik idényét kezdő Marcus Ericsson és a Manortól érkező Pascal Wehrlein voltak, a szezon első két versenyén a sérülésből lábadozó Wehrleint Antonio Giovinazzi helyettesítette.

## Áttekintés
A csapatot ebben az évben átvette a Longbow Finance befektetőcég, ami számos változással járt együtt. Eredetileg ez lett volna az utolsó Ferrari-motoros Sauber, mert a korábbi vezetőség aláírt a Hondával egy partnerségi megállapodást, amit az új vezetés visszamondott. Ebben az évben az előző évi Ferrari-motort használták – az autó tervezése során a korábbi modellek, a 061 és a 060 méreteihez idomítva alkották meg a kasztnit, csakhogy időközben kiderült, hogy az új specifikációjú 062-es Ferrari-motort áttervezték, így annak kialakítása is más lett. Emiatt azonban az új motor nem fért el az autóban. A Sauber úgy döntött, hogy inkább megtartják a régebbi motort, mert az áttervezés költséges lett volna, egyébként se nyújt számottevő teljesítménynövekedést, és a szabályváltozások miatt átalakított kasztnival lehetőségük nyílt lefaragni a hátrányt.
Ugyan korábbi főszponzorukat elvesztették, az autók színe maradt kék-fehér alapú. rajta aranyozott sávokkal, és egy felirattal, ami a Sauber 25 évéről emlékezett meg a Formula–1-ben.

## A szezon
Az év nem kezdődött jól, elmaradtak a pontszerzések és ki is estek több alkalommal. Spanyolországban Wehrlein hetedik helyen ért célba, ami egy 5 másodperces büntetés miatt végül a nyolcadik helyet érte neki. Ezt leszámítva még a kaotikus azeri nagydíjon szerzett egy pontot. Ez volt a csapat utolsó pontszerzése az évben, és ekkor került menesztésre Monisha Kaltenborn korábbi csapatfőnök is. Az idényt a tizedik helyen zárták.
Három komoly balesetbe is keveredett az idényben a csapat. Kínában Giovinazzi törte össze csúnyán az autót, Monacóban Wehrlein ütközött össze Jenson Button-nal, a magyar nagydíj szabadedzésén pedig szintén Wehrlein törte össze az autót.

## Eredmények
(Táblázat értelmezése)

(Félkövér: pole-pozícióból indult; dőlt: leggyorsabb kört futott) 

| 2017 | Sauber F1 Team | Ferrari 061 | P |                    |    |    |    |    |    |    |    |    |    |    |    |    |     |    |    |    |    |    |    |    |   |     |
| 2017 | Sauber F1 Team | Ferrari 061 | P | Marcus Ericsson    | KI | 15 | KI | 15 | 11 | KI | 13 | 11 | 15 | 14 | 16 | 16 | 18† | KI | 18 | KI | 15 | KI | 13 | 17 | 5 | 10. |
| 2017 | Sauber F1 Team | Ferrari 061 | P | Antonio Giovinazzi | 12 | KI |    |    |    |    |    |    |    |    |    |    |     |    |    |    |    |    |    |    | 5 | 10. |
| 2017 | Sauber F1 Team | Ferrari 061 | P | Pascal Wehrlein    |    |    | 11 | 16 | 8  | KI | 15 | 10 | 14 | 17 | 15 | KI | 16  | 12 | 17 | 15 | KI | 14 | 14 | 14 | 5 | 10. |

- † – Nem fejezte be a futamot, de rangsorolva lett, mert teljesítette a versenytáv 90%-át.